# Działanie jednoargumentowe
Działanie jednoargumentowe (unarne, jednoczłonowe) – działanie algebraiczne przyporządkowujące każdemu elementowi danego zbioru jakiś jeden element tego samego zbioru.
Niekiedy wyraz „działanie” zastępuje się słowem „operacja” lub „operator”.
Działanie jest relacją, dlatego do ich zapisu stosuje się notację relacyjną. Dla działania {\displaystyle \diamondsuit } są to notacje:
- przedrostkowa (prefiksowa, notacja polska) – znak działania występuje przed symbolem argumentu
{\displaystyle \diamondsuit x,}
- przyrostkowa (postfiksowa, odwrotna notacja polska) – znak działania występuje za symbolem argumentu,
{\displaystyle x\diamondsuit .}

Istnieją też inne, tradycyjne, związane z działem matematyki, z którego pochodzą, sposoby zapisu pewnych działań.

## Przykłady
Przykłady stosowania różnych sposobów zapisu działań jednoargumentowych:
1. Operację tworzenia elementu przeciwnego do elementu {\displaystyle g} w grupie addytywnej zapisuje się na ogół w notacji przedrostkowej: {\displaystyle -g.}
2. Dla operacji silni liczby naturalnej {\displaystyle n} przyjęło się stosować notację przyrostkową: {\displaystyle n!.}
3. Operację wyciągania pierwiastka drugiego stopnia zapisuje zwyczajowo {\displaystyle {\sqrt {x}}.}
4. Operację domknięcia podzbioru {\displaystyle A} przestrzeni topologicznej zapisuje się czasami {\displaystyle {\overline {A}}.}
5. Operację podnoszenia do drugiej potęgi zapisuje się standardowo w indeksie górnym: {\displaystyle x^{2}.}